# La valle di Cassino
La valle di Cassino è un documentario del 1945 diretto da Giovanni Paolucci.

## Trama
Secondo dopoguerra. Nei pressi della distrutta Abbazia di Montecassino, a San Vittore del Lazio, la vita ricomincia. Scene di quotidianità tra i resti di una cittadina profondamente ferita dai bombardamenti.

## Riconoscimenti
- Nastri d'argento 1946 come miglior documentario[2]